# Sanja Rajović
Pour les articles homonymes, voir Rajović.
Sanja Rajović (née le 18 mai 1981) à Aranđelovac est une joueuse internationale serbe de handball, évoluant au poste de pivot au ŽRK Lokomotiva Zagreb.

## Palmarès

### En club
Compétitions nationales
- Championne de Serbie en 2007 avec ŽRK Knjaz Miloš et 2013 avec ŽRK Zaječar
- Vainqueur de la Coupe de Serbie en 2013 avec ŽRK Zaječar
- Championne de Croatie en 2014 avec ŽRK Lokomotiva Zagreb

### En sélection
- 4e au championnat d'Europe en 2012 en Serbie avec la Serbie[1]
- vice-championne du monde en 2013 en Serbie avec la Serbie[2]